# Eusarca lobana
Eusarca lobana là một loài bướm đêm trong họ Geometridae.